# Playout
Playout is een term in de omroepwereld voor het overbrengen van radio- en televisiezenders van de omroepzender naar radio- en televisienetwerken dat het materiaal aan het publiek overdraagt. Deze netwerken bieden gewoonlijk analoge of digitale radio en televisie, kabel- of satelliettelevisie (zowel directe satellietontvangst, DTH, als kabelkopstations).
De playout vindt plaats in de Master Control Room in een playout-omgeving, gelegen in een centrale apparatuurruimte of in afzonderlijke zendstations. Deze kunnen in handen zijn van de omroep zelf, dan wel een onafhankelijk geautoriseerd bedrijf dat de playout verzorgt voor meerdere zenders van verschillende omroepzenders.
Enkele grote zendstations in Europa, Zuidoost-Azië en de Verenigde Staten bieden meer dan 50 radio- en televisiefeeds aan. Deze feeds bestaan vaak uit verschillende versies van diensten, zoals verschillende talen of lokale nieuwsuitzendingen en reclames.

## Playout-systemen
Centralcasting is een meerkanaals playout waarin over het algemeen automatiseringssystemen met zenderprogrammering worden toegepast. Deze systemen besturen op soortgelijke wijze de videoservers, videorecorders, Flexicarts, geluid- en videomixers, videorouters en andere apparatuur met een serieel 9-Pin Protocol (RS-232 / RS-422). De besturing staat vast ingesteld voor een nauwkeurige afspeel- en directe herhalingsmogelijkheid, of het schakelen tussen video’s. De meeste systemen hebben een front-end bedieningsomgeving op een apart platform van de apparatuur. Bijvoorbeeld een GUI in Windows zorgt voor een gebruiksvriendelijke manier om een speellijst te bewerken, maar de daadwerkelijke besturing wordt op een platform met een ‘realtime’ besturingssysteem gedaan, zodat grote wijzigingen in de afspeellijst geen vertraging in het systeem veroorzaken.
De meeste automatiseringssystemen bevatten een reeks ingebouwde apparaten, bijvoorbeeld een Sony VTR control (ook wel: Sony Serial), Louth Video Disk Control Protocol (VDCP, een bedrijfseigen communicatieprotocol), General Purpose Interface (GPI), of een Grass Valley Group M21 Master Control. Dit zorgt ervoor dat een standaard automatiseringssysteem op zijn minst playout-materiaal op zich kan nemen, hoewel er niet geprofiteerd kan worden van efficiëntere besturingsmethoden. De meeste servers, voornamelijk producenten van logo’s en ondertiteling, hebben een speciaal stuurprogramma voor hun apparatuur. Vanwege de uiteenlopende complexiteit gebruiken de automatiseringsbedrijven deze stuurprogramma’s om hun product aan te laten sluiten op de behoefte van de klant.
Dit is de ‘traditionele’ manier van playout-automatisering, waarbij meerdere apparaten worden gebruikt. Moderne automatiseringssystemen hebben een geautomatiseerde playout, waarbij de uitzendserver voor functies van meerdere apparaten dient en een gesloten systeem is.

## Playout-apparatuur
Playout betekent meestal een keten van apparaten die het materiaal bevatten. Dit wordt gewoonlijk op een videoserver bewaard en uiteindelijk als een Asynchronous Serial Interface (ASI) of Serial Digital Interface (SDI) doorgestuurd naar het distributiebedrijf.
De apparaten uit de keten zijn afhankelijk van de gevraagde diensten uit het contract met de zenderomroep. Een reguliere televisiezender heeft gewoonlijk een regieruimte, videomixer en/of een videorouter nodig om tussen live beelden te kunnen schakelen. Deze videomixer heeft mogelijk andere functies, zoals keying (graphics) (ook wel Down Stream Keyers), audio-overs voor het mixen van voice-overs of aankondigingen, en eenvoudige overgangen tussen evenementen, zoals het vervagen naar zwart of vloeiend vervagen.
Andere apparaten:
Beeld-inserter: Ten minste één beeld-inserter, of één met meerdere lagen. Hiermee kunnen idents en zenderlogo’s worden toegepast. Tevens kan het gebruikt worden voor aftitelingen, titelbalken of programma-informatie.
Ondertiteling-inserter: Hiermee kan gesloten of open ondertiteling worden toegepast. Bijvoorbeeld ondertiteling dat standaard in beeld is, of gesloten ondertiteling dat als MPEG-bestand wordt meegestuurd als invoegbare of teletekst-ondertiteling.
Audioservers: Een audio playout-systeem voorziet ingeplande voice-overs.
Beeldverhouding-omvormer: Hiermee wordt de beeldvorm aangepast of een ingesloten signaal meegestuurd om het beeldformaat correct weer te geven op het beeldscherm. Bijvoorbeeld een breedbeeldformaat op een traditionele analoge televisie.
Enkele van deze geavanceerdere apparaten vereisen meer informatie vanuit de afspeellijst. Deze apparaten hebben in plaats van een RS-422 / RS-232 stuurprogramma een complexere XML-systeem nodig om complexere metadata door te sturen. Bijvoorbeeld een titelbalk met ‘nu’ en ‘straks’ wordt gemaakt van een informatiesjabloon vanuit de afspeellijst.
De afgelopen jaren hebben ontwikkelingen plaatsgevonden om al deze functies in één systeem te construeren, meestal ‘channel-in-a-box’ genoemd. Dit is vaak een goedkopere en schaalbare oplossing voor een Playout-systeem.

## Werkprocedure
Het automatiseringssysteem heeft meestal een opnameschema waarop materiaal via satelliet of ingangsbronnen toegepast worden. Vervolgens wordt het materiaal volgens een afspeellijst of planningsschema aangepast aan de tijd.
Het playout-schema wordt gemaakt in het planningssysteem van de zenderprogrammering en geëxporteerd naar een geschikt formaat voor het Playout-systeem. SMPTE-22, genaamd Broadcast Exchange Format (BXF) is een ontwikkeling om deze berichtgevingen te standaardiseren.
Vooruitlopend op de zendtijd wordt de uiteindelijke afspeellijst ‘geladen’ in het juiste kanaal van het automatiseringssysteem. Verschillende processen vinden plaats om het materiaal van de juiste server te halen en op het juiste moment uit te zenden. Daarbij wordt op voorhand dieper gelegen materiaal, zoals archiefbanden of FTP-clusters naar omroep-videoservers, naar boven gehaald via FTP.
Om het materiaal uit te zenden, worden de audio- en videosignalen vanuit de playout-omgeving naar het netwerk verzonden via een studio-transmitter link (STL), dat een fiber backlink, microgolf of satelliet-uplink kan zijn.
Playout wordt vaak Presentation of Transmission (TX) genoemd en is onder toezicht van een automatisch transmissiesysteem.